# Mavrovo en Rostuša
Mavrovo en Rostuša (Macedonisch: Маврово и Ростуша) is een gemeente in Noord-Macedonië.
Mavrovo en Rostuša telt 8618 inwoners (2002). De oppervlakte bedraagt 663,19 km², de bevolkingsdichtheid is 13 inwoners per km².
De gemeente heeft een gemengde bevolking. Van de 8618 inwoners zijn er 4349 (50,5%) etnische Macedoniërs. De grootste minderheid vormen de Turken met 2680 mensen (31,1%). De gemeente heeft relatief gezien de op twee na grootste Turkse gemeenschap. Alleen in Plasnica en Centar Župa wonen er relatief gezien meer Turken. De derde groep vormen de 1483 Albanezen (17,2%). Er zijn bijna tweeduizend huishoudens in de gemeente: de gemiddelde huishoudensgrootte is dus 4,4 mensen oer huishouden.